# 프랑스 2
프랑스 2(France 2)는 프랑스의 공영 방송 프랑스 텔레비지옹의 채널이다.

## 연혁
1963년 프랑스의 공영방송 RTF(Radiodiffusion-Télévision Française)의 제 2채널인 RTF 제2채널(프랑스어: Le Deuxième chaîne de RTF, 또는 RTF Télévision 2)라는 이름으로 개국하였다. (UHF 625라인) 이후 1964년 6월 27일 RTF가 ORTF(Office de radiodiffusion télévision française)로 바뀐 후 ORTF 제2채널(프랑스어: Deuxième chaîne de l'ORTF)라는 이름을 부여받았다. 1967년 10월 1일 프랑스 최초로 컬러 텔레비전 방송을 실시하였다. (SECAM 방식)
이후 1975년 ORTF의 해체로 Antenne 2(A2)라는 이름으로 분리되었다가 1989년에는 FR3(현 프랑스 3)와 운영 방식이 통합되고, 1992년 현재 이름으로 바뀌고 프랑스 텔레비지옹을 설립하였다. 2008년 10월 30일 DVB-T 방식의 디지털 HD 방송을 출범하였다.

## 같이 보기

프랑스 2의 HD 로고

- 프랑스 텔레비지옹
- 프랑스 3
- 프랑스 4
- 프랑스 5